# Palmanova
Palmanova (en frioulan : Palme) est une commune italienne d'environ 5 500 habitants située dans la province d'Udine, dans la région autonome du Frioul-Vénétie Julienne, dans le nord-est de l'Italie.
La commune est célèbre pour sa forteresse dont le plan de base est ennéagonal et qui inspira de nombreux architectes militaires.
Elle fait partie des six sites classés au patrimoine mondial de l'UNESCO en 2017, parmi les ouvrages de défense vénitiens du XVIe siècle au XVIIe siècle.

## Géographie

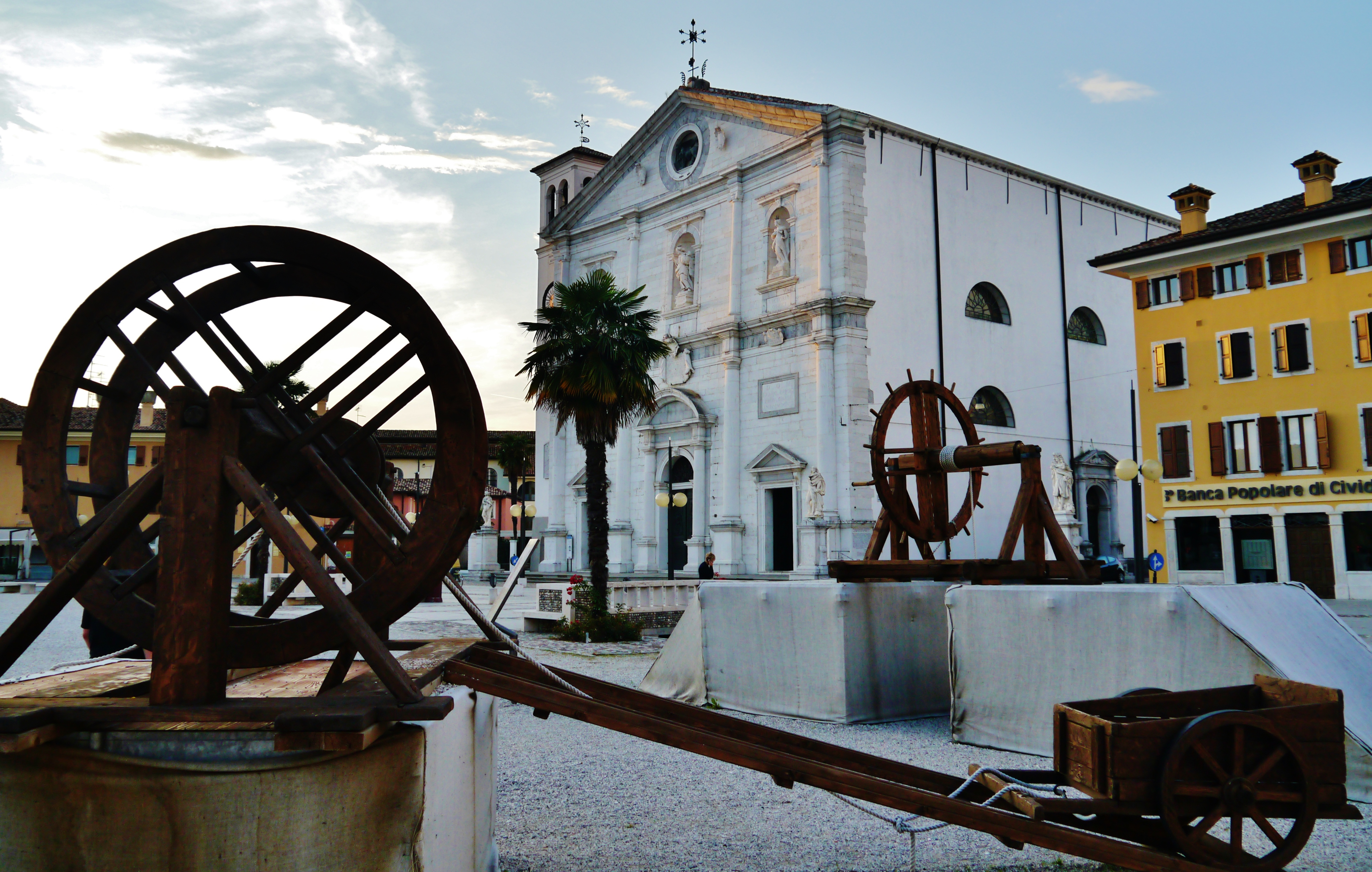
La grand-place avec le Duomo

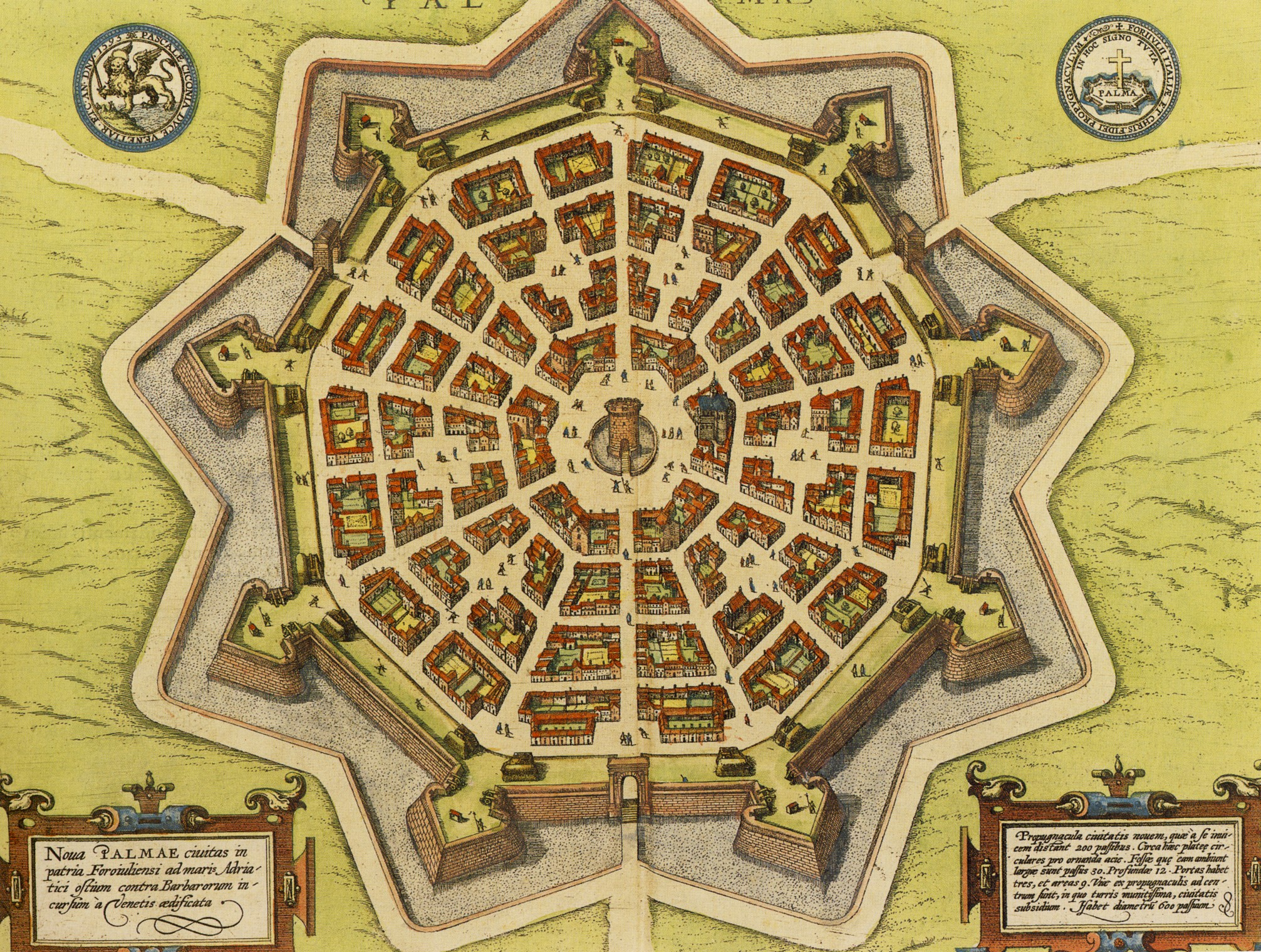
Plan de la forteresse

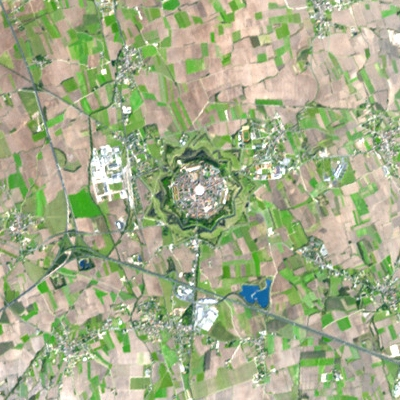
Le bâti ancien, militaire et fortifié notamment, peut abriter une biodiversité significative (y compris en terme génétique). Il forme ici une ceinture verte bien visible d'un satellite.

Palmanova possède une position centrale dans la région Frioul-Vénétie Julienne, au point de rencontre de l'autoroute A23 qui relie Udine à Tarvisio et l'A4 Turin-Trieste. Elle se trouve à 20 km d'Udine, à 28 km de Gorizia et à 55 km de Trieste.

### Hameaux
Jalmicco, Sottoselva, San Marco

### Communes limitrophes
Bagnaria Arsa, Gonars, San Vito al Torre, Santa Maria la Longa, Trivignano Udinese, Visco

## Histoire
Le 7 octobre 1593, le surintendant de la république de Venise crée un nouveau type de forteresse : Palmanova.
La date de la fondation de la ville commémore la victoire des forces européennes (notamment vénitiennes) sur l'Empire ottoman lors de la bataille de Lépante. Le 7 octobre célèbre aussi le saint patron de la ville, sainte Justine.
Utilisant toutes les dernières innovations militaires du XVIe siècle, la petite ville est une forteresse en forme d'étoile à neuf branches, conçue par Vincenzo Scamozzi. Entre les pointes de l'étoile, des bastions permettent à chaque pointe de défendre ses voisines. Un fossé entoure la ville, et trois grandes portes gardées en contrôlent les entrées.
Les fortifications extérieures sont complétées pendant la période napoléonienne.
En 1815, la ville passe sous domination autrichienne. En 1866, elle est rattachée à l'Italie en même temps que la Vénétie et le Frioul occidental.
En 1960, Palmanova est classée monument national. Elle est inscrite en 2017 au patrimoine mondial de l'Unesco.

## Évolution démographique
Habitants recensés

## Économie
La ville vit du commerce et du tourisme.

## Administration
| Période                                  | Période  | Identité         | Étiquette       | Qualité |
| ---------------------------------------- | -------- | ---------------- | --------------- | ------- |
| 04 octobre 2021                          | En cours | Giuseppe Tellini | Centro-Sinistra |         |
| Les données manquantes sont à compléter. |          |                  |                 |         |

## Culture
Le musée municipal historique de Palazzo Trevisan, qui a été institué par les particuliers en 1926, comprend des documents, des pièces, des reliques et des armes qui représentent l'histoire de la ville jusqu'à la période de la Grande Guerre.
Le musée historique militaire renferme de riches documents sur les corps militaires de la Première Guerre Mondiale.
Réévocation historique mi-juillet sur la Piazza Grande: manifestation en costumes d'époque.

## Monuments et patrimoine
C'est l'une des plus grandes réalisations de l'architecture militaire européenne. C'était une machine de guerre formidable mais aussi la réalisation du concept de ville idéale de la Renaissance, conçu sur la base de canons mathématiques et géométriques.

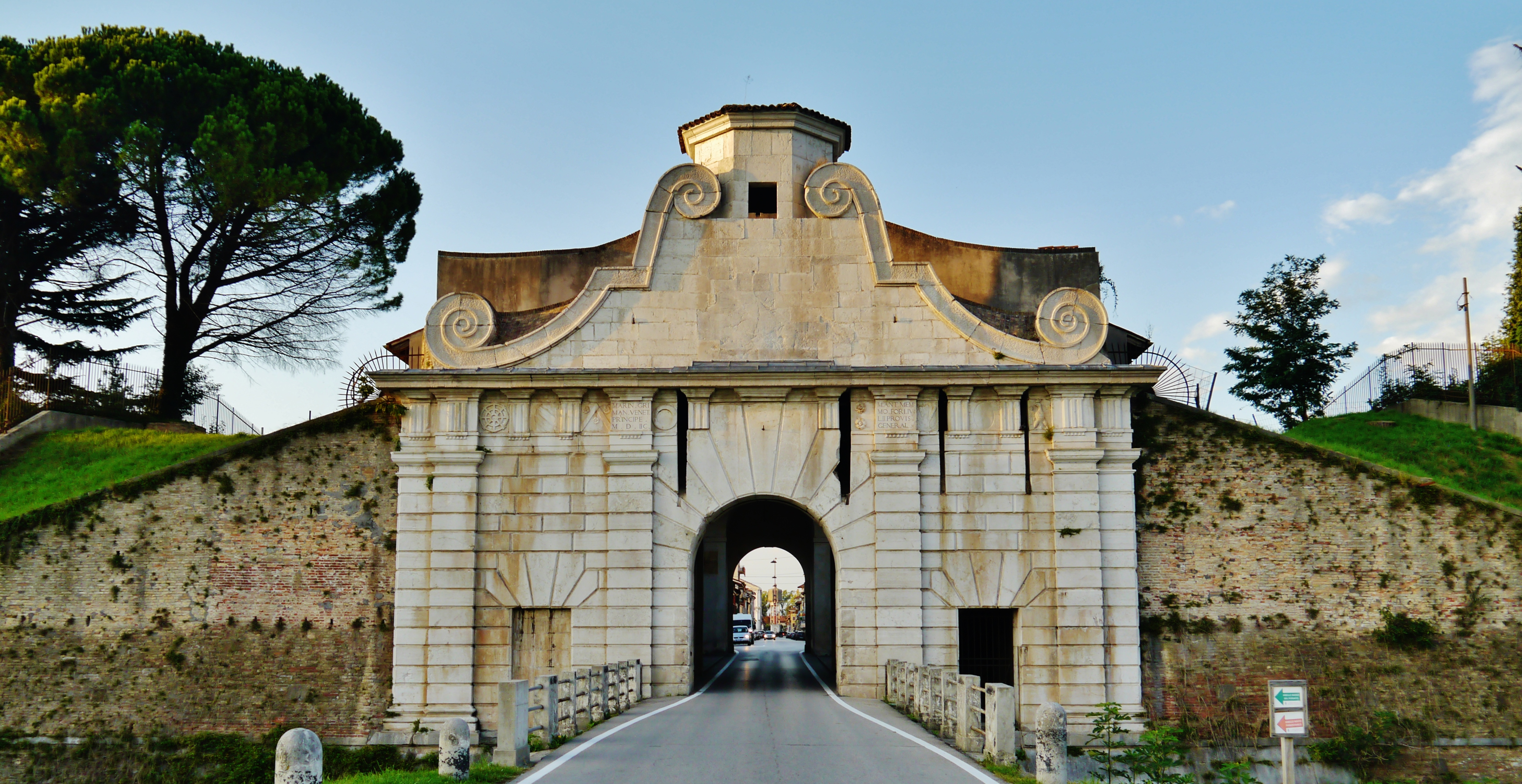
Porte d'Aquilée
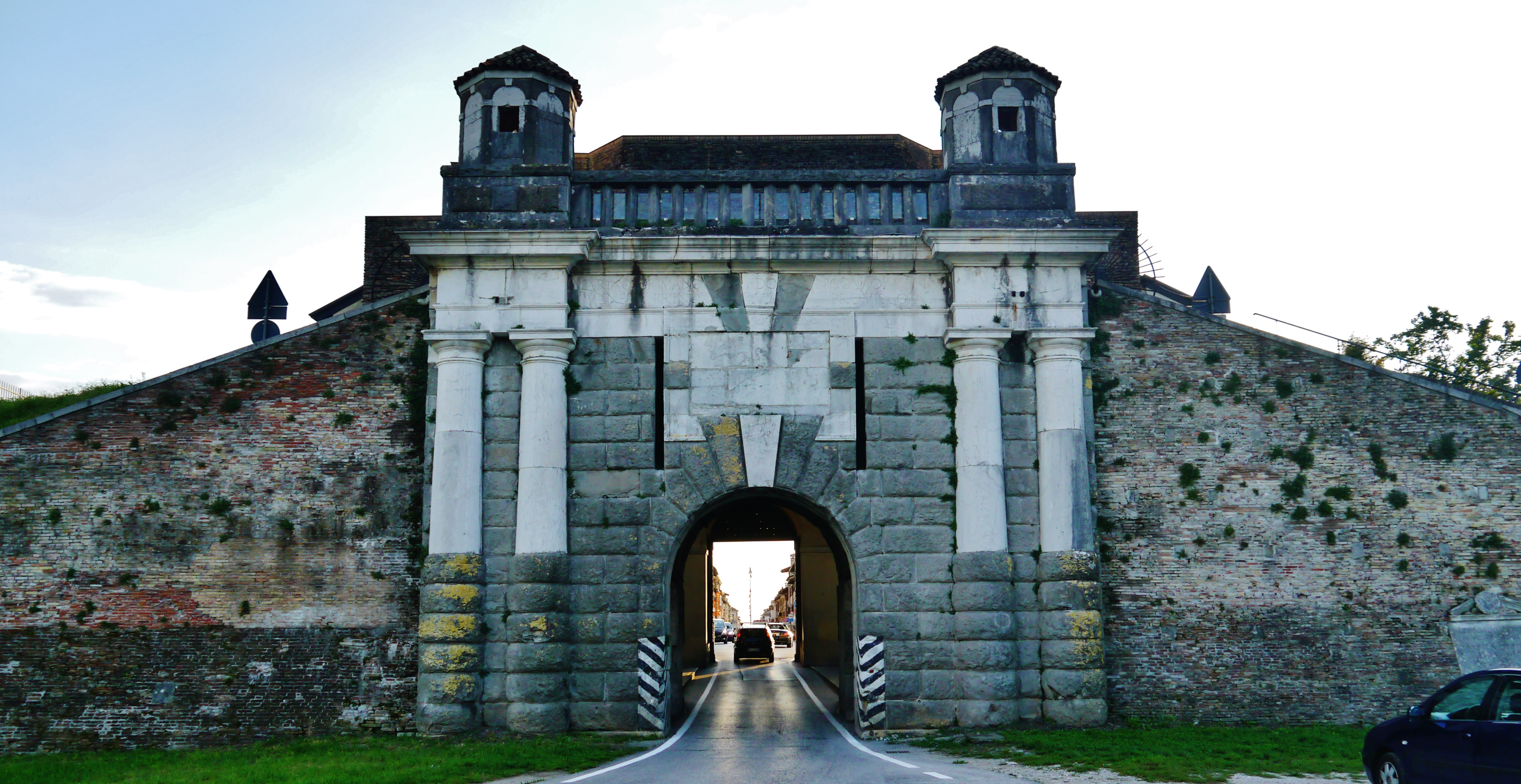
Porta Cividale
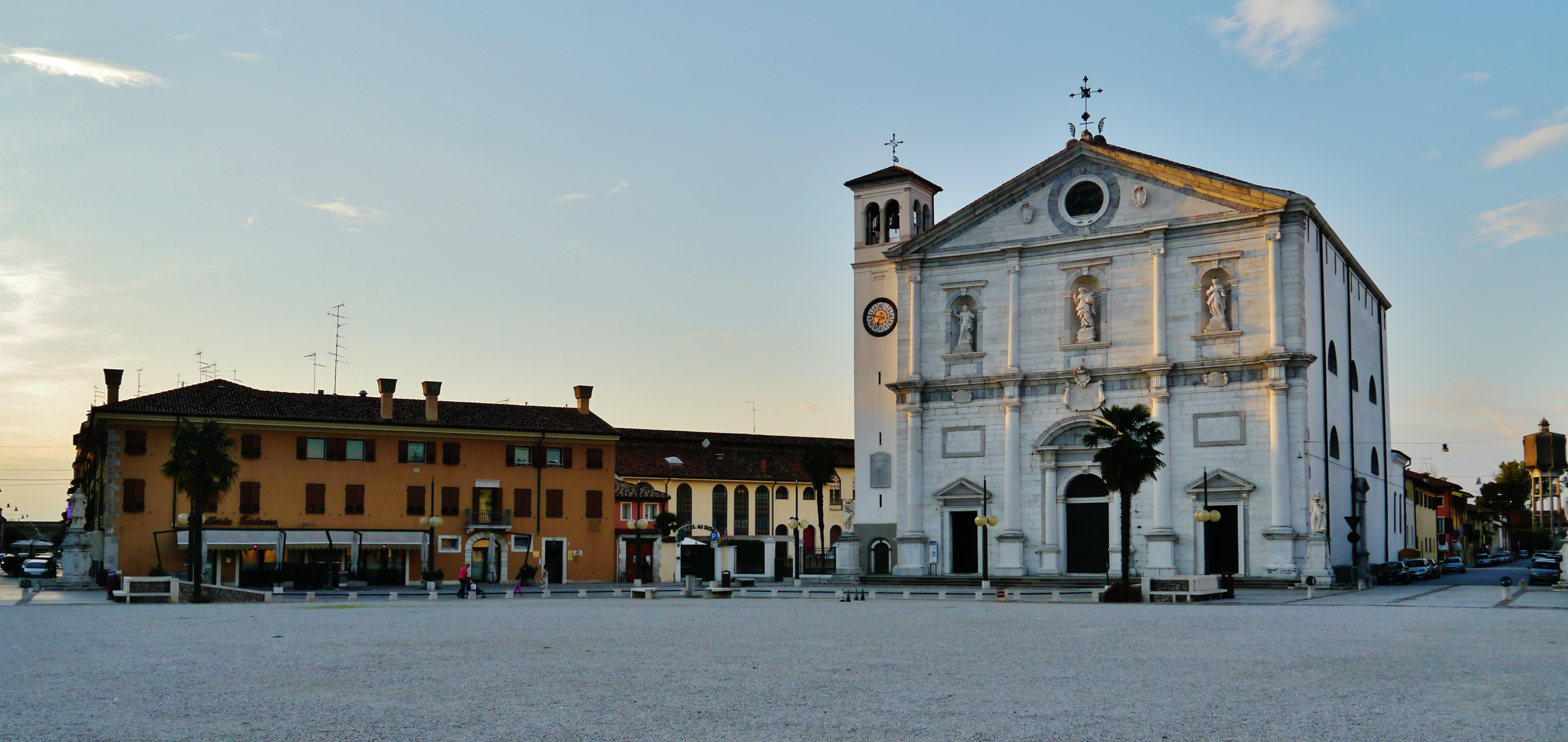
Piazza Grande
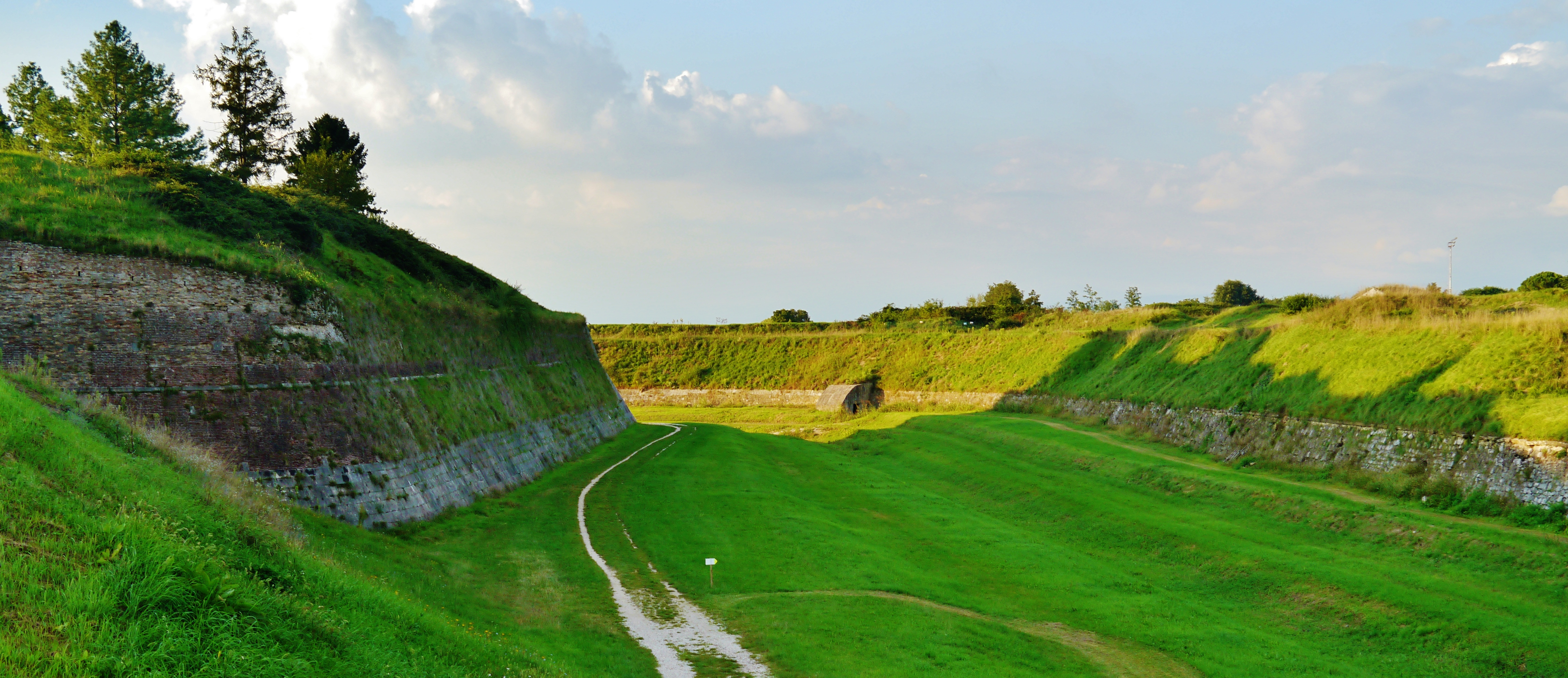
Enceinte de fortifications
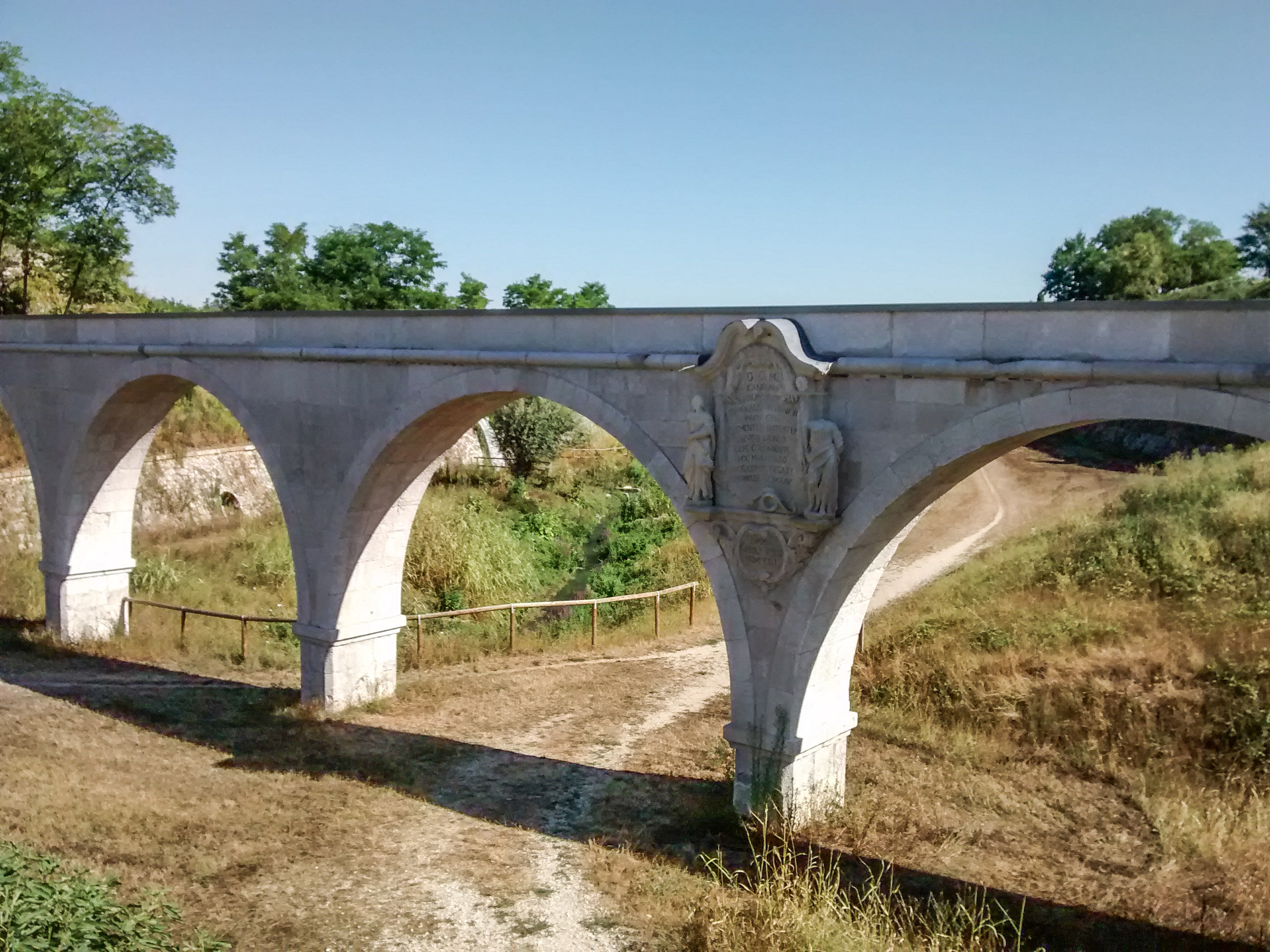
Armoiries entre les arcs de l'aqueduc

## Personnalités nées à Palmanova
- Ardito Desio (1897-2001), explorateur, alpiniste, géologue et cartographe